# Howey-in-the-Hills
La ville de Howey-in-the-Hills est située dans le comté de Lake dans l’État de Floride, aux États-Unis. Sa population s’élevait à 1 098 habitants lors du recensement de 2010, estimée à 1 181 habitants en 2016.

## Démographie
| 1930 | 1940 | 1950 | 1960 | 1970 | 1980 |
| ---- | ---- | ---- | ---- | ---- | ---- |
| 338  | 203  | 188  | 402  | 466  | 626  |

| 1990 | 2000 | 2010  | - | - | - |
| ---- | ---- | ----- | - | - | - |
| 724  | 956  | 1 098 | - | - | - |